# かどっぴータクシー
かどっぴータクシーは、宮崎県東臼杵郡門川町において運行している乗合タクシーである。

## 沿革
- 2015年10月1日 - 「門川町乗合タクシー」として実証運行を開始[1]。（11月30日まで）
- 2016年10月3日 - 第2期実証運行を開始[2]。（翌年9月29日まで）
- 2017年10月2日  - 「かどっぴータクシー」として本運行を開始[3]。

## 路線
以下の8路線が運行されている。なお、いずれの路線も祝日及び年末年始（12月29日～1月3日）は運行されない。
- 谷ノ山線及び三ヶ瀬線については、前日までの予約制となっている。
- 大迫・庵川線及び三ヶ瀬線については4人乗りの小型タクシー、その他の路線は10人乗りのジャンボタクシーで運行されている。

### 牧山線、谷ノ山線
- 毎週月・水曜日に2往復運行されている。
- 谷ノ山 - 民宿母子里前間については、前日までの予約制となっている。
- 谷ノ山 - 新川橋手前間については、フリー乗降区間となっている。

（谷ノ山 - ）民宿母子里前 - 牧山公民館 - 牧山霊園前 - 金磯入口 - 新川橋手前 - 庵川東 - 民宿牧山前 - かどがわ温泉心の杜 - 遠見の里前 - 森迫胃腸科内科前 - 加草4区 - 加草3区公民館 - グリヤード前 - サンシールさの - 門川駅 - サンシールさの - 田中病院 - 高鍋信用金庫前 - Aコープ門川店 - 町立図書館 - 門川本町バス停 - 総合文化会館入口 - 南町2区公民館 - 日向病院 - 南ヶ丘 - 南ヶ丘公民館 - 柴尾医院 - 上町 - 長田整形外科前 - 旭町 - 尾末東 - 門川漁協前 - 下納屋公民館 - 上納屋公民館 - サンシールさの - 門川駅

### 大迫・庵川線
- 毎週水曜日に2往復運行されている。

大迫 - 大船地区集会所 - 須賀崎3丁目 - 須賀崎5丁目 - 遠見の里前 - 庵川東 - 民宿牧山前 - かどがわ温泉心の杜 - 庵川西 - 加草5区 - 加草4区 - 加草2区 - グリヤード前 - サンシールさの - 門川駅 - サンシールさの - 田中病院 - 高鍋信用金庫前 - Aコープ門川店 - 町立図書館 - 門川本町バス停 - 総合文化会館入口 - 南町2区公民館 - 日向病院 - 南ヶ丘 - 南ヶ丘公民館 - 柴尾医院 - 上町 - 長田整形外科前 - 旭町 - 尾末東 - 門川漁協前 - 下納屋公民館 - 上納屋公民館 - サンシールさの - 門川駅

### 竹名・中村線
- 毎週金曜日に2往復運行されている。
- 永願寺奥ノ院入口 - 枝間及び竹名① - ステップ前間については、フリー乗降区間となっている。

永願寺奥ノ院入口 - 中村公民館 - 中村 - 枝 - 宮ヶ原 - 竹名① - 竹名② - ステップ前 - 田中病院 - サンシールさの - 門川駅 - サンシールさの - 田中病院 - 高鍋信用金庫前 - Aコープ門川店 - 町立図書館 - 門川本町バス停 - 総合文化会館入口 - 南町2区公民館 - 日向病院 - 南ヶ丘 - 南ヶ丘公民館 - 柴尾医院 - 上町 - 長田整形外科前 - 旭町 - 尾末東 - 門川漁協前 - 下納屋公民館 - 上納屋公民館 - サンシールさの - 門川駅

### 中山・五十鈴線
- 毎週火曜日に1往復運行されている。
- 中山 - 中山集落センター間については、フリー乗降区間となっている。

中山 - 中山集落センター - 八阪神社前 - 城屋敷 - 五十鈴① - 五十鈴② - 平城団地前 - 城ヶ丘 - 平城 - Aコープ門川店 - 高鍋信用金庫前 - 田中病院 - サンシールさの - 門川駅 - サンシールさの - 田中病院 - 高鍋信用金庫前 - Aコープ門川店 - 町立図書館 - 門川本町バス停 - 総合文化会館入口 - 南町2区公民館 - 日向病院 - 南ヶ丘 - 南ヶ丘公民館 - 柴尾医院 - 上町 - 長田整形外科前 - 旭町 - 尾末東 - 門川漁協前 - 下納屋公民館 - 上納屋公民館 - サンシールさの - 門川駅

### 大池・中山線
- 毎週火曜日に1往復運行されている。
- 中山 - 中山集落センター間については、フリー乗降区間となっている。

大池 - 丸口 - 小園 - 中山 - 中山集落センター - 梅の木 - 栄ヶ丘 - 城ヶ丘 - 平城 - Aコープ門川店 - 高鍋信用金庫前 - 田中病院 - サンシールさの - 門川駅 - サンシールさの - 田中病院 - 高鍋信用金庫前 - Aコープ門川店 - 町立図書館 - 門川本町バス停 - 総合文化会館入口 - 南町2区公民館 - 日向病院 - 南ヶ丘 - 南ヶ丘公民館 - 柴尾医院 - 上町 - 長田整形外科前 - 旭町 - 尾末東 - 門川漁協前 - 下納屋公民館 - 上納屋公民館 - サンシールさの - 門川駅

### 本町循環線
- 毎週月・火・水・金曜日に1往復運行されている。

門川駅 - サンシールさの - 田中病院 - 高鍋信用金庫前 - Aコープ門川店 - 町立図書館 - 門川本町バス停 - 総合文化会館入口 - 南町2区公民館 - 日向病院 - 南ヶ丘 - 南ヶ丘公民館 - 柴尾医院 - 上町 - 長田整形外科前 - 旭町 - 尾末東 - 門川漁協前 - 下納屋公民館 - 上納屋公民館 - サンシールさの - 門川駅

### 三ヶ瀬線
- 毎週月・水・金曜日に往路2便、復路3便が運行される。（前日までの予約制）
- 赤木橋 - 西門川バス停間については、フリー乗降区間となっている。
- 赤木橋 - 西門川バス停間の区間便（1.5往復）が「西門川バス停行きコース」、全区間便（1往復）が「町部行きコース」として運行される。

赤木橋 - 赤木集会施設 - 三ヶ瀬地区集会施設 - 奥野橋 - 市の原 - 阿仙原 - 西門川バス停（ - Aコープ門川店 - 田中病院 - サンシールさの - 門川駅 - 町立図書館 - 門川本町バス停）

## 運賃
三ヶ瀬線のみ運賃が異なっている。
| 路線名                             | 大人（中学生以上） | 小人（小学生以下） |
| ---------------------------------- | ------------------ | ------------------ |
| 下記を除く各路線                   | 200円              | 100円              |
| 三ヶ瀬線（西門川バス停行きコース） | 100円              | 50円               |
| 三ヶ瀬線（町部行きコース）         | 600円              | 300円              |

- 回数券（100円券、200円券）が販売されている。
- 1歳から小学生未満は保護者1名につき2名まで無料、1歳未満は無料となる。
- 障害者手帳所持者は半額となる。